# Urodacus manicatus
Espèce
Synonymes
- Ioctonus manicatus Thorell, 1876
- Urodacus abruptus Pocock, 1888
- Urodacus keyserlingii Pocock, 1891

Urodacus manicatus est une espèce de scorpions de la famille des Scorpionidae.

## Distribution
Cette espèce est endémique d'Australie. Elle se rencontre dans l'Ouest de l'Australie-Méridionale, au Victoria, en Nouvelle-Galles du Sud et dans le Sud-Est du Queensland.

## Description
La femelle décrite par Koch en 1977 mesure 54 mm.

## Systématique et taxinomie
Cette espèce a été décrite sous le protonyme Ioctonus manicatus par Thorell en 1876. Elle est placée dans le genre Urodacus par Pocock en 1898.

## Publication originale
- Thorell, 1876 : « On the classification of Scorpions. » Annals and Magazine of Natural History, sér. 4, vol. 17, no 97, p. 1–15 (texte intégral).